# KTF
KTF (Korea Telecom Freetel, кор. (주)케이티프리텔; KRX: 032390, KOSPI: KTF) — южнокорейская телекоммуникационная компания, занимавшавяся предоставлением услуги мобильной связи в Южной Корее. Историю отсчитывала с 1981 года, когда появилась компания Korea Telecom.

## История
С 1999 занималась бизнесом за пределами Южной Кореи. Насчитывала всего 12 миллионов абонентов в стране.
В 2002 году во время проходившего чемпионата мира по футболу компания KTF выплачивала каждому из своих клиентов крупную денежную сумму в связи с выходом сборной Республики Корея в 1/8 финала турнира. Она также пообещала каждому из своих клиентов, заключивших контракт на получение услуг связи, по миллиону корейских вон при условии выхода Кореи в полуфинал чемпионата мира. При этом, в отличие от лидера по выпуску компьютерной техники TriGem или автомобилестроительной компании Daewoo Motors, компания не страховалась на случай реализации сценария. В итоге сборная Кореи действительно вышла в полуфинал, обыграв по пенальти Испанию в четвертьфинале.
В 2003 году KTF получила заказ от индонезийской фирмы PT Mobile-8 Telecom на оказание консалтинговых услуг. KTF также подписал контракт на поставку своей технологии — CDMA network management system и инвестировал US$10 миллионов в индонезийского провайдера. Кампания завершила первую часть контракта на поставку технологии CDMA network для фирмы Reliance в Индии на сумму US$2.650.000.
KTF также имела 25 % акций китайской компании CEC Mobile, вложив туда 4,5 млрд южнокорейских вон в 2002 году. Двумя основными держателями акций KTF были KT (52.99 %) и NTT DoCoMo (10.03 %). KTF также была спонсором профессиональной StarCraft команды KT Rolster.
По состоянию на 2008 год генеральным директором был Чо Юн Чу (англ. Cho Young-Chu).
Компания KTF была вторым в стране оператором беспроводной связи, услугами которого пользовались около 32% всех абонентов сотовой связи. Одновременно она была дочерним предприятием компании KT Corporation, услугами которой пользовались порядка 90% абонентов городской телефонной связи и около 45% абонентов сети Интернет.
22 мая 2008 года начался фактический процесс объединения сервисных центров обслуживания клиентов KT и KTF: отныне клиенты обеих компаний получали поддержку в едином центре. До объединения у компании KTF насчитывалось порядка 1000 центров обслуживания клиентов по всей стране, известных как KTF Show (у KT было 260 центров под названием KT Plaza). Подготовка велась с декабря 2007 года. В то же время слухи об объединении компаний опровергались руководством KT.
20 января 2009 года было объявлено о предстоящем слиянии KTF и KT. Решение о слиянии раскритиковала конкурирующая компания SK Telecom, выразившая опасение, что она лишится какой-либо возможности конкурировать с KT в дальнейшем. Было заявлено, что после объединения объём продаж товаров и услуг двух компаний на 2010 год составит порядка 20,7 триллионов вон (около 15 млрд долларов по курсу того времени) и предоставит ещё 30 тысяч рабочих мест на ближайшие пять лет. 25 февраля 2009 года антимонопольный орган одобрил процедуру слияния KT и KTF без каких-либо условий. Ожидалось, что к маю процесс объединения завершится. Окончательное объединение состоялось 1 июня 2009 года.